# Protocolo de las Naciones Unidas para Prevenir, Reprimir y Sancionar la Trata de Personas, Especialmente Mujeres y Niños
El Protocolo de las Naciones Unidas para Prevenir, Reprimir y Sancionar la Trata de Personas, Especialmente Mujeres y Niños (también conocido como el Protocolo contra la trata de personas) es un protocolo de la Convención de las Naciones Unidas contra la Delincuencia Organizada Transnacional. Es uno de los tres Protocolos de Palermo, los otros son protocolo contra el Contrabando de Migrantes por Tierra, Mar y Aire  y protocolo contra la fabricación y el tráfico ilícito de armas de fuego, adoptados por las Naciones Unidas en Palermo, Italia en 2000.
El Protocolo de trata de personas entró en vigor el 25 de diciembre de 2003. Para mayo de 2020 há sido ratificado por 176 estados.
La Oficina de Naciones Unidas contra la Droga y el Delito (UNODC por sus siglas en inglés) es responsable de la aplicación del Protocolo. Esta ofrece ayuda a los estados en la redacción de las leyes, creando estrategias nacionales antitrata de forma exhaustiva, y asistiendo con recursos para implementar estas estrategias. En marzo del 2009, la UNODC puso en marcha la campaña corazón azul (Blue Heart Campaign) para combatir el tráfico de personas, aumentar la conciencia, para fomentar la participación e inspirar la acción.
El protocolo compromete la ratificación de los estados a prevenir y combatir la trata de personas, protegiendo y asistiendo a las víctimas de la trata y promoviendo cooperación entre los estados en orden de obtener esos objetivos.

## Contenido del protocolo
El protocolo cubre los siguientes tópicos:
- definiendo el crimen de trata de personas o tráfico de personas; esencialmente, "tratar" o "traficar" es el transporte de personas, por medio de coerción o engaño, para el propósito de explotación:

La "trata de personas" puede significar el reclutamiento, transporte, traslado, acogida o recepción de personas, bajo amenaza o por el uso de la fuerza u otra forma de coerción, fraude, engaño, abuso de poder, o recibir pago o beneficios para conseguir que una persona tenga bajo su control a otra persona, para el propósito de explotación. La explotación puede incluir, la explotación sexual, trabajo forzado o servicios, esclavitud, o prácticas similares a la esclavitud, servidumbre, o remoción de órganos.
- facilitar el retorno y la aceptación de niños que han sido víctimas del tráfico trans-fronterizo, con el debido respeto a su seguridad;
- prohibir el tráfico de niños (que es definido como una persona menor a 18 años) para propósitos de explotación sexual de niños, prácticas de trabajo infantil o remoción de partes humanas;
- suspender derechos de los padres, cuidadores u otra persona que posee derechos de los padres con respecto a un niño que resultase ser proveniente del tráfico de niños;
- asegurarse de que las definiciones de tráfico reflejen la necesidad de garantías especiales y cuidados para los niños, incluyendo una apropiada protección legal;
- asegurarse de que la persona víctima de la trata no es castigada por alguna ofensa o actividad relacionada con haber sido tratada, como prostitución y violaciones de inmigración;
- asegurase de que la víctima de la trata es protegida de ser deportada o de que volver a donde estaba da motivos razonables para sospechar que existe riesgo para la persona víctima de trata o riesgo para su familia;
- considerar temporario o permanente la residencia en el país de tránsito o destino para las víctimas de la trata a cambio de su testimonio en contra de sus tratantes, o en razones humanitarias o de compasión;
- proveer de sanciones criminales proporcionales a ser aplicadas a personas encontradas culpables de trata en circunstancias agravadas, incluyendo ofensas que envuelvan trata de niños u ofensas cometidas o involucrando complicidad de oficiales del estado; y,
- proveer para la confiscación de instrumentos y procedimientos de trata y los delitos relacionados con ser usados para el beneficio de la persona víctima de la trata.

La convención y el protocolo obliga a los estados que lo ratifican a introducir legislaciones dentro de sus estados en contra de la trata.

## Acción Europea en contra de la Trata de personas
En Varsovia el 16 de mayo de 2005, la Convención de Acción en Contra de la Trata de Personas del Consejo de Europa fue abierta para sesiones y fue firmada por 43 Estados miembros del Consejo Europeo. La convención estableció un Grupo de Expertos en Contra la Trata de Personas (GRETA por sus siglas en inglés) que monitorea la implementación de la convención en los países ratificantes.
Protección complementaria es asegurada a través de la Convención de protección de niños en contra de Explotación Sexual y Abuso Sexual del Consejo de Europa (Lanzarote, 25 de octubre de 2007).
Adámas, el Tribunal Europeo de Derechos Humanos del Consejo de Europa en Estrasburgo ha pasado juicios referentes a la trata de personas para personas que violaban las obligaciones bajo la Convención Europea de Derechos Humanos:
Siliadin v. Francia, juicio de 26 de julio de 2005, and Rantsev v. Chipre y Rusia, juicio de 7 de juicio de 2010.
El Consejo de Europa coopera junto a Naciones Unidas.

## Argentina
El 29 de abril de 2008, Argentina sancionó y promulgó la Ley 26.364 "PREVENCIÓN Y SANCIÓN DE LA TRATA DE PERSONAS Y ASISTENCIA A SUS VÍCTIMAS" que busca prevenir y sancionar la trata de personas, tanto de adultos como de menores y también de asistir a las víctimas, sancionar a los tratantes.
La ley 26.842 sustituye a la anterior ley, suprime la distinción entre víctimas mayores y menores de edad y ahora se considera explotación sexual aunque haya consentimiento.
En Argentina desde que fue promulgada en 2008 hasta el 31 de mayo de 2011, se rescataron 2221 víctimas de la trata entre ellos 337 menores, concordando con la ley el gobierno creó la Oficina de Rescate y Acompañamiento a las Personas Damnificadas por el Delito de Trata, que ayuda a quienes han sido víctimas de este delito. En   julio de 2011 el gobierno sancionó un decreto que prohibió la publicación de avisos gráficos de oferta sexual en los diarios como una medida para prevenir la trata.